# IEEE Internet Award
Les IEEE Internet Awards (récompenses internet de l'IEEE) ont été créés en juin 1999 par le conseil d'administration de l'Institute of Electrical and Electronics Engineers. Cette distinction vise à récompenser des avancées dans la technologie Internet, particulièrement en rapport avec l'architecture réseaux, la mobilité ou encore les applications finales.

## Lauréats
- 2000 : Paul Baran, Donald W. Davies (en), Leonard Kleinrock et Larry Roberts (pour la commutation de paquets)
- 2001 : Louis Pouzin (pour les datagrammes)
- 2002 : Steve Crocker (pour l'évolution possible de l'Internet Protocol)
- 2003 : Paul Mockapetris (pour son travail sur les DNS)
- 2004 : Raymond Tomlinson et David Crocker (en) (pour le courrier électronique en réseau)
- 2005 : Sally Floyd (pour ses contributions dans le contrôle de la congestion des réseaux, la modélisation du trafic, et le management de la queue active)
- 2006 : Scott Shenker (pour le partage des ressources)
- 2007 : Non remis
- 2008 : Mike Brecia, Ginny Travers et Bob Hinden (pour les routeurs précoces)
- 2009 : Lixia Zhang (pour l'architecture et la modélisation Internet)
- 2010 : Stephen Deering (pour le « multicasting » IP et l'IPv6)
- 2011 : Jun Murai (pour avoir dirigé le développement de l'Internet global, spécialement en Asie)
- 2012 : Mark Handley (pour ses avancements de la technologie Internet pour l'architecture réseau, la mobilité, et les applications finales).
- 2013 : David L. Mills
- 2014 : Jon Crowcroft
- 2015 : KC Claffy et Vern Paxson
- 2016 : Henning Schulzrinne
- 2017 : Deborah Estrin
- 2018 : Ramesh Govindan
- 2019 : Jennifer Rexford
- 2020 : Stephen Casner et Eve Schooler[1].
- 2021 : Non décerné
- 2022 : Non décerné
- 2023 : Ian Foster et Carl Kesselman[2]